# ساريتا ريث
ساريتا ريث (الخميرية: រ៉េ ត សារី តា ؛ من مواليد 22 ديسمبر 1994) ممثلة وعارضة أزياء ومقدمة وملكة جمال كمبودية من أصل خمير ، وتوجت ملكة جمال كمبوديا 2020. مثلت كمبوديا في مسابقة ملكة جمال الكون 2020. كممثلة ، اشتهرت بدور ماريما من برنامج "Love9" التلفزيوني الذي يتناول الصحة الجنسية والإنجابية.

## روابط خارجية
- ساريتا ريث في قاعدة بيانات الأفلام على الإنترنت